# Reazione a catena (film 1971)
Reazione a catena, uscito anche con il titolo Ecologia del delitto, è un film del 1971 diretto da Mario Bava.
Viene considerato antesignano degli slasher movie e fu uno dei pochi film di cui lo stesso Bava si disse abbastanza soddisfatto. Si tratta di uno dei film più spietati e cinici del regista, caratterizzato da un'intricata successione di delitti, per mezzo della quale viene messa a nudo la grettezza dell'animo umano, illustrando una serie di personaggi che finiscono per massacrarsi a vicenda. Il film viene infatti annoverato tra gli slasher anche a causa del forte accumulo di omicidi efferati.
Il film, il cui titolo di lavorazione era Così imparano a fare i cattivi, fu presentato al Festival di Avoriaz, ma in Italia fu distribuito malamente. Agli inizi degli anni ottanta fu programmato dalle TV private e nel 2004 è stato trasmesso dal canale satellitare Sky nella versione integrale.

## Trama
La contessa Federica Donati, paralitica, vive presso una baia incontaminata, della quale è proprietaria. La donna, separata dal marito Filippo, viene da questi assassinata. L'uomo viene poco dopo a sua volta assassinato da una figura misteriosa ed il suo cadavere fatto sparire. Un biglietto lasciato nella dimora della contessa in cui ella si dichiara stanca della vita induce la polizia a decretarne il suicidio.
L'architetto Franco Ventura, salutata la propria amante Laura, si reca alla baia, dove possiede un cottage, per sistemare i suoi affari. Morta la contessa, che si opponeva ad ogni proposta di interventi edilizi nella baia, l'architetto è ora convinto di poter iniziare una vera e propria speculazione. Intanto il pescatore Simone chiacchiera con Paolo Fossati, entomologo dilettante, e lo critica perché cattura insetti innocenti. Anna, moglie di Paolo, legge i tarocchi e ha presagi di morte.
Giungono alla baia due coppie in cerca di un luogo dove appartarsi. Una delle ragazze si tuffa nuda nella baia e s'ingarbuglia con una corda, facendo affiorare il cadavere del conte Filippo Donati. La ragazza esce dall'acqua e inizia a fuggire, ma viene inseguita e sgozzata con una roncola da un misterioso assassino, che poi uccide anche gli altri tre.
La sera Renata Donati, figlia del defunto conte, e suo marito Alberto incontrano i Fossati, dopo aver lasciato i loro figli in una roulotte. Renata è alla ricerca del padre scomparso, ma soprattutto è interessata all'eredità della baia. Infatti con la morte della contessa e la scomparsa di suo padre, la baia dovrebbe spettare a lei. Anna tuttavia la informa che l'erede potrebbe essere Simone, figlio naturale della contessa. I Fossati indicano a Renata e Alberto il viottolo da seguire per raggiungere la capanna di Simone e la villa dell'architetto Ventura, nel caso loro abbiano informazioni sul conte scomparso.
Sul molo Renata scopre il cadavere del padre nella barca di Simone, che si giustifica dicendo di averlo appena pescato. Poco dopo, mentre Alberto va a prendere la macchina, Renata, recatasi alla villa di Ventura in cerca di aiuto, scopre i cadaveri dei quattro ragazzi. L'architetto si avvicina alla donna armato di un'accetta, ma Renata lo colpisce con un paio di forbici e scappa credendolo morto. I Fossati, incuriositi dai movimenti di persone, scoprono il corpo dell'architetto e vengono a sapere del ritrovamento del cadavere del conte.
Renata e Alberto decidono allora di eliminare gli scomodi testimoni prima che sia avvertita la polizia, il cui intervento potrebbe comportare per loro la fine di ogni speranza di ereditare la baia, che andrebbe a favore di Simone. Alberto strangola Paolo con il cavo del telefono e Renata decapita Anna con un'accetta. A questo punto l'unico ostacolo fra la coppia e l'eredità è Simone che i due si affrettano a raggiungere per eliminarlo. Nel frattempo giunge Laura e trova Ventura ancora in vita, che le dice di andare da Simone a chiedere aiuto.
La donna raggiunge Simone, il quale, avendo assistito ad un incontro clandestino tra il conte Filippo e Laura, accusa la donna di avere sedotto il conte e di averlo convinto ad eliminare la contessa sua madre. Laura confessa di aver agito spinta da Ventura. Nel piano dell'architetto, il conte sarebbe stato poi eliminato dallo stesso Simone, senza che quest'ultimo sapesse che anche l'omicidio di sua madre faceva parte del piano. Un foglio autografo della contessa, in cui ella si dichiarava stanca della vita, strappato dal suo stesso diario e avulso dal contesto, avrebbe convinto la polizia del suicidio. Simone, compreso di essere stato usato da Ventura, strangola Laura, ma poco dopo finisce ucciso da Alberto.
Ventura gravemente ferito aspetta di essere soccorso e rivive il momento in cui Simone gli aveva confessato l'omicidio dei quattro ragazzi che avevano scoperto il cadavere del conte e aveva ceduto a Ventura i diritti sulla baia, in quanto erede della contessa. Giungono invece Renata e Alberto. Alberto e Ventura si affrontano e Ventura viene ucciso. Finalmente Renata e Alberto possono bruciare ogni documento che assegna l'eredità della baia a Simone e diventare loro stessi gli eredi di ogni possedimento della contessa.
La mattina seguente Alberto e Renata si complimentano reciprocamente per la riuscita del loro piano, ma vengono abbattuti da un colpo di fucile, sparato per gioco dai loro figli, che poi si mettono a correre felici per la baia.

## Produzione
Il film è stato girato da Mario Bava in condizioni ideali dal punto di vista produttivo, a differenza di altri suoi film: il produttore della pellicola, Giuseppe Zaccariello, infatti gli diede ampia libertà.
Il soggetto del film, intitolato Così imparano a fare i cattivi, fu scritto da Franco Barberi e Dardano Sacchetti, qui alla sua prima collaborazione con Bava. Sacchetti ha dichiarato di essersi ritirato dal film dopo la prima stesura della sceneggiatura, perché Barberi era stato licenziato, così la sceneggiatura fu scritta da Bava insieme ad altri quattro sceneggiatori tra cui Roberto Leoni, che in seguito lasciò il progetto a sua volta.
Il figlio di Bava, Lamberto, fu l'aiuto regista del film, e girò la sequenza della morte del personaggio di Claudio Volonté, Simone.
Gli effetti speciali del film sono di Carlo Rambaldi, in seguito noto come creatore di E.T. l'extra-terrestre.

### Riprese
Il film fu girato tra Sabaudia e Latina.

### Date di uscita e titoli per l'estero
Il film uscì in Italia l'8 settembre 1971. Negli Stati Uniti uscì come Twitch of the Death Nerve e A Bay of Blood, in Gran Bretagna come Bloodbath e in Francia come La baie sanglante.

## Accoglienza

### Critica
Reazione a catena è considerato dalla critica cinematografica uno dei migliori film di Mario Bava, ed ebbe anche buone recensioni alla sua uscita. Per la rivista Amarcord: «È ormai assodato che la serie Venerdì 13 non sarebbe sicuramente mai esistita senza il prototipo baviano».
Per Nocturno «Reazione a catena è il marxismo secondo Bava». Il critico francese Luc Moullet portò il film a un convegno sulla critica svoltosi a Palermo. Alberto Pezzotta, nella sua monografia sul regista, scrive «Uno dei film più amati dai bavologi. Gli slasher tipo Venerdì 13 sembrano averlo copiato spudoratamente, senza per altro aver capito l'essenziale: che Bava non rispetta alcuna regola. E non solo è più colto e più ironico dei suoi presunti epigoni, ma anche molto più cattivo».

## Influenze
Reazione a catena ha ispirato particolarmente il film L'assassino ti siede accanto (1981), film che ripropone la scena dell'omicidio di due amanti che vengono impalati mentre copulano.
Il film è citato anche in L'ultimo treno della notte di Aldo Lado, Halloween - La notte delle streghe di John Carpenter e La casa di Sam Raimi.